# Canal de la Gonâve

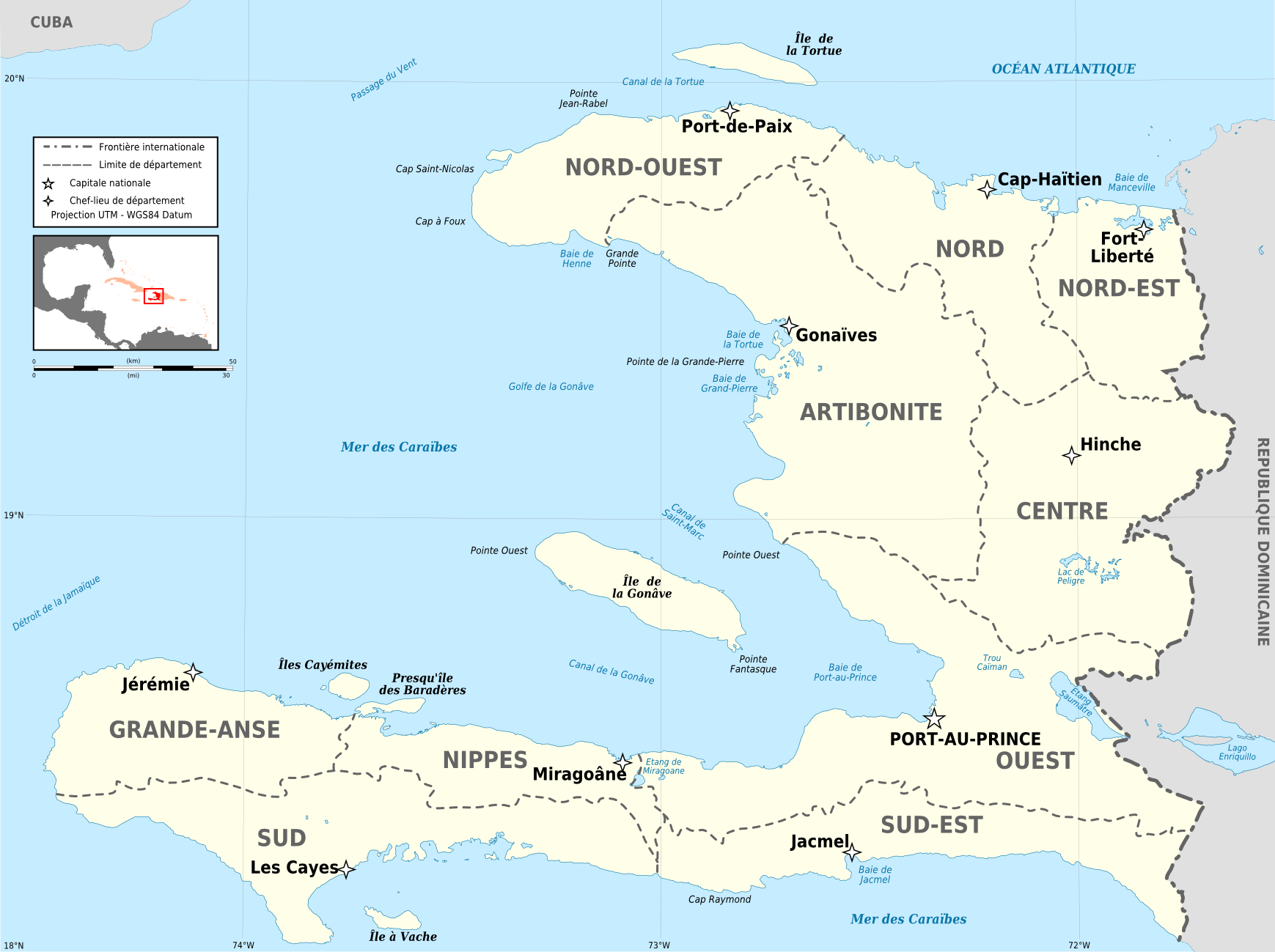

Le canal de la Gonâve ou canal du Sud est un bras de mer d'une trentaine de kilomètres de large situé au large de Haïti dans le golfe de la Gonâve, et qui sépare la péninsule de Tiburon de l'île de la Gonâve, pour aboutir à l'Est dans le baie de Port-au-Prince.